# SCADA

Simulación típica de un SCADA para una planta de proceso, basado en un diagrama de tuberías e instrumentación.

SCADA, acrónimo de Supervisory Control And Data Acquisition (Control Supervisor y Adquisición de Datos) es un concepto que se emplea para realizar un software para ordenadores que permite controlar y supervisar procesos industriales a distancia. Facilita retroalimentación en tiempo real con los dispositivos de campo (sensores y actuadores), y controla el proceso automáticamente. Provee de toda la información que se genera en el proceso productivo (supervisión, control calidad, control de producción, almacenamiento de datos, etc.) y permite su gestión e intervención.
En la teoría de control, la realimentación es un proceso por el que una cierta proporción de la señal de salida de un sistema se redirige de nuevo a la entrada. Esto es de uso frecuente para controlar el comportamiento dinámico del sistema. Los ejemplos de la realimentación se pueden encontrar en la mayoría de los sistemas complejos, tales como ingeniería, arquitectura, economía, sociología y biología.

## Lazo abierto y cerrado
Existen dos tipos de sistemas principalmente: los de lazo abierto o no realimentados y los de lazo cerrado o realimentados. Los sistemas de lazo cerrado funcionan de tal manera que hacen que la salida vuelva al principio para que se analice la diferencia con un valor de referencia y en una segunda opción la salida se vaya ajustando, así hasta que el error sea cero o por debajo de un umbral previamente definido. Cualquier sistema que tenga como objeto controlar una cantidad como por ejemplo temperatura, velocidad, presión, caudal, fuerza, posición, entre otras variables, son normalmente de lazo cerrado. Los sistemas de lazo abierto no se comparan a la variable controlada con una entrada de referencia. Cada ajuste de entrada determina una posición de funcionamiento fijo en los elementos de control (por ejemplo con temporizadores).
Es así que, la realimentación es un mecanismo o proceso cuya señal se mueve dentro de un sistema y vuelve al principio de este como en un bucle, que se llama "bucle de realimentación". En un sistema de control (que tiene entradas y salidas), parte de la señal de salida vuelve de nuevo al sistema como parte de su entrada; a esto se le llama "realimentación" o retroalimentación.
La realimentación comprende todas aquellas soluciones de aplicación que hacen referencia a la captura de información de un proceso o planta, no necesariamente industrial, para que, con esta información, sea posible realizar una serie de análisis o estudios con los que se pueden obtener valiosos indicadores que permitan una retroalimentación sobre un operador o sobre el propio proceso, tales como:
- Indicadores sin retroalimentación inherente (no afectan al proceso, solo al operador):
  - Estado actual del proceso. Valores instantáneos;
  - Desviación o deriva del proceso. Evolución histórica y acumulada;
    - Medición de los parámetros que se crean necesarios

- Indicadores con retroalimentación inherente (afectan al proceso, después al operador):
  - Generación de alarmas;
  - HMI Human Machine Interface (Interface hombre-máquina);
  - Toma de decisiones:
    - Mediante operatoria humana;
    - Automática (mediante la utilización de sistemas basados en el conocimiento o sistemas expertos).

## Esquema de un sistema típico
Este esquema es un ejemplo de la aplicación del sistema SCADA en áreas industriales. Estas áreas pueden ser:
- Monitorizar procesos químicos, físicos o de transporte en sistemas de suministro de agua, para controlar la generación y distribución de energía eléctrica, de gas o en oleoductos y otros procesos de distribución.
- Gestión de la producción (facilita la programación de la fabricación).
- Mantenimiento (proporciona magnitudes de interés tales para evaluar y determinar modos de fallo, MTBF, índices de Fiabilidad, entre otros).
- Control de Calidad (proporciona de manera automatizada los datos necesarios para calcular índices de estabilidad de la producción CP y CPk, tolerancias, índice de piezas NOK/OK, etc.
- Administración (actualmente pueden enlazarse estos datos del SCADA con un servidor ERP (Enterprise Resource Planning o sistema de planificación de recursos empresariales), e integrarse como un módulo más).
- Tratamiento histórico de información (mediante su incorporación en bases de datos).

## Definiciones del Sistema
Supervisión: Acto de observar el trabajo o tareas de otro (individuo o máquina) que puede no conocer el tema en profundidad, supervisar no significa el control sobre el otro, sino el guiarlo en un contexto de trabajo, profesional o personal, es decir con fines correctivos y/o de modificación.
Automática: ciencia tecnológica que busca la incorporación de elementos de ejecución autónoma que emulan el comportamiento humano o incluso superior. 
Principales familias: autómatas, robots, controles de movimiento, adquisición de datos, visión artificial, etc.
PLC: Programmable Logic Controller, Controlador Lógico Programable.
PAC: Programmable Automation Controller, Controlador de Automatización Programable. 
Un sistema SCADA incluye un hardware de señal de entrada y salida, controladores, interfaz hombre-máquina (HMI), redes, comunicaciones, base de datos y software.
El término SCADA usualmente se refiere a un sistema central que supervisa y controla un sitio completo o una parte de un sitio que nos interesa controlar (el control puede ser sobre máquinas en general, depósitos, bombas, etc.) o finalmente un sistema que se extiende sobre una gran distancia (kilómetros / millas). La mayor parte del control del sitio es en realidad realizada automáticamente por una Unidad Terminal Remota (UTR), por un Controlador Lógico Programable (PLC) y más actualmente por un Controlador de Automatización Programable (PAC). Las funciones de control del servidor están casi siempre restringidas a reajustes básicos del sitio o capacidades de nivel de supervisión. Por ejemplo un PLC puede controlar el flujo de agua fría a través de un proceso, pero un sistema SCADA puede permitirle a un operador cambiar el punto de consigna (set point) de control para el flujo, y permitirá grabar y mostrar cualquier condición de alarma como la pérdida de un flujo o una alta temperatura. La realimentación del lazo de control es cerrada a través del RTU o el PLC; el sistema SCADA supervisa el desempeño general de dicho lazo.
El sistema SCADA también puede mostrar gráficos históricos, tendencias, tablas con alarmas y eventos entre otras funciones. Puede y debe estar sujeto a permisos y accesos de los usuarios y desarrolladores de acuerdo a su nivel jerárquico en la organización y la función que cumple dentro de esta.
Necesidades de la supervisión de procesos:
- Limitaciones de la visualización de los sistemas de adquisición y control.
- Control software. Cierre de lazo del control.
- Recoger, almacenar y visualizar la información.

## Interfaz humano-máquina
Una interfaz Humano - Máquina o HMI ("Human Machine Interface") es el aparato que presenta los datos a un operador (humano) y a través del cual este controla el proceso.
Los sistemas HMI podemos pensarlos como una "ventana de un proceso". Esta ventana puede estar en dispositivos especiales como paneles de operador o en un ordenador. Los sistemas HMI en ordenadores se los conoce también como software (o aplicación) HMI o de monitorización y control de supervisión. Las señales del proceso son conducidas al HMI por medio de dispositivos como tarjetas de entrada/salida en el ordenador, PLC's (Controladores lógicos programables), PACs (Controlador de automatización programable ), RTU (Unidades remotas de I/O) o DRIVER's (Variadores de velocidad de motores). Todos estos dispositivos deben tener una comunicación que entienda el HMI.
La industria de HMI nació esencialmente de la necesidad de estandarizar la manera de monitorizar y de controlar múltiples sistemas remotos, PLCs y otros mecanismos de control. Aunque un PLC realiza automáticamente un control pre-programado sobre un proceso, normalmente se distribuyen a lo largo de toda la planta, haciendo difícil recoger los datos de manera manual, los sistemas SCADA lo hacen de manera automática. Históricamente los PLC no tienen una manera estándar de presentar la información al operador. La obtención de los datos por el sistema SCADA parte desde el PLC o desde otros controladores y se realiza por medio de algún tipo de red, posteriormente esta información es combinada y formateada. Un HMI puede tener también vínculos con una base de datos para proporcionar las tendencias, los datos de diagnóstico y manejo de la información así como un cronograma de procedimientos de mantenimiento, información logística, esquemas detallados para un sensor o máquina en particular, incluso sistemas expertos con guía de resolución de problemas. Desde cerca de 1998, virtualmente todos los productores principales de PLC ofrecen integración con sistemas HMI/SCADA, muchos de ellos usan protocolos de comunicaciones abiertos y no propietarios. Numerosos paquetes de HMI/SCADA de terceros ofrecen compatibilidad incorporada con la mayoría de PLCs.
SCADA es popular debido a esta compatibilidad y seguridad. Esta se usa desde aplicaciones a pequeñas escalas, como controladores de temperatura en un espacio, hasta aplicaciones muy grandes como el control de plantas nucleares.

## Soluciones de hardware
La solución de SCADA a menudo tiene componentes de sistemas de control distribuido, DCS (Distribuited Control System). El uso de RTUs o PLCs o últimamente PACs sin involucrar computadoras maestras está aumentando, los cuales son autónomos ejecutando procesos de lógica simple. Frecuentemente se usa un lenguaje de programación funcional para crear programas que corran en estos RTUs y PLCs, siempre siguiendo los estándares de la norma IEC 61131-3. La complejidad y la naturaleza de este tipo de programación hace que los programadores necesiten cierta especialización y conocimiento sobre los actuadores que van a programar. Aunque la programación de estos elementos es ligeramente distinta a la programación tradicional, también se usan lenguajes que establecen procedimientos, como pueden ser FORTRAN, C o Ada95. Esto les permite a los ingenieros de sistemas SCADA implementar programas para ser ejecutados en RTUs
.

## Componentes del sistema
Los tres componentes de un sistema SCADA son:
1. Múltiples Unidades de Terminal Remota (también conocida como UTR, RTU o Estaciones Externas).
2. Estación Maestra y Computador con HMI.
3. Infraestructura de Comunicación.

### Unidad de Terminal Remota (RTU)
La RTU se conecta al equipo físicamente y lee los datos de estado como los estados abierto/cerrado desde una válvula o un interruptor, lee las medidas como presión, flujo, voltaje o corriente. Por el equipo el RTU puede enviar señales que pueden controlarlo: abrirlo, cerrarlo, intercambiar la válvula o configurar la velocidad de la bomba, ponerla en marcha, pararla.
La RTU puede leer el estado de los datos digitales o medidas de datos analógicos y envía comandos digitales de salida o puntos de ajuste analógicos.
Una de las partes más importantes de la implementación de SCADA son las alarmas. Una alarma es un punto de estado digital que tiene cada valor NORMAL o ALARMA. La alarma se puede crear en cada paso que los requerimientos lo necesiten. Un ejemplo de una alarma es la luz de "tanque de combustible vacío"del automóvil. El operador de SCADA pone atención a la parte del sistema que lo requiera, por la alarma. Pueden enviarse por correo electrónico o mensajes de texto con la activación de una alarma, alertando al administrador o incluso al operador de SCADA.

### Estación Maestra
El término "Estación Maestra" se refiere a los servidores y al software responsable para comunicarse con el equipo del campo (RTUs, PLCs, etc) en estos se encuentra el software HMI corriendo para las estaciones de trabajo en el cuarto de control, o en cualquier otro lado. En un sistema SCADA pequeño, la estación maestra puede estar en un solo computador. A gran escala, en los sistemas SCADA la estación maestra puede incluir muchos servidores, aplicaciones de software distribuido, y sitios de recuperación de desastres.
El sistema SCADA usualmente presenta la información al personal operativo de manera gráfica, en forma de un diagrama de representación. Esto significa que el operador puede ver un esquema que representa la planta que está siendo controlada. Por ejemplo un dibujo de una bomba conectada a la tubería puede mostrar al operador cuanto fluido está siendo bombeado desde la bomba a través de la tubería en un momento dado o bien el nivel de líquido de un tanque o si la válvula está abierta o cerrada. Los diagramas de representación puede consistir en gráficos de líneas y símbolos esquemáticos para representar los elementos del proceso, o pueden consistir en fotografías digitales de los equipos sobre los cuales se animan las secuencias.
Los bloques software de un SCADA (módulos), permiten actividades de adquisición, supervisión y control.

#### Características
- Configuración: permite definir el entorno de trabajo del SCADA, adaptándolo a la aplicación particular que se desea desarrollar.
- Interfaz gráfica del operador: proporciona al operador las funciones de control y supervisión de la planta. El proceso se representa mediante gráficos sinópticos almacenados en el ordenador de proceso y generados desde el editor incorporado en el SCADA o importados desde otra aplicación durante la configuración del paquete.
- Módulo de proceso: ejecuta las acciones de mando preprogramadas a partir de los valores actuales de variables leídas.
- Gestión y archivo de datos: almacenamiento y procesado ordenado de datos, de forma que otra aplicación o dispositivo pueda tener acceso a ellos.
- Comunicaciones: transferencia de información entre la planta y la arquitectura hardware que soporta el SCADA, y también entre esta y el resto de elementos informáticos de gestión.

El paquete HMI para el sistema SCADA típicamente incluye un programa de dibujo con el cual los operadores o el personal de mantenimiento del sistema pueden cambiar la apariencia de la interfaz. Estas representaciones pueden ser tan simples como unas luces de tráfico en pantalla, las cuales representan el estado actual de un campo en el tráfico actual, o tan complejas como una pantalla de multiproyector representando posiciones de todos los elevadores en un rascacielos o todos los trenes de una vía férrea. Plataformas abiertas como GNU/Linux que no eran ampliamente usadas inicialmente, se usan debido al ambiente de desarrollo altamente dinámico y porque un cliente que tiene la capacidad de acomodarse en el campo del hardware y mecanismos a ser controlados que usualmente se venden UNIX o con licencias OpenVMS. Hoy todos los grandes sistemas son usados en los servidores de la estación maestra así como en las estaciones de trabajo HMI.

#### Filosofía Operacional
En vez de confiar en la intervención del operador o en la automatización de la estación maestra los RTU pueden ahora ser requeridos para operar ellos mismos, realizando su propio control sobre todo por temas de seguridad. El software de la estación maestra requiere hacer más análisis de datos antes de ser presentados a los operadores, incluyendo análisis históricos y análisis asociados con los requerimientos de la industria particular. Los requerimientos de seguridad están siendo aplicados en los sistemas como un todo e incluso el software de la estación maestra debe implementar los estándares más fuertes de seguridad en ciertos mercados.
Para algunas instalaciones, los costos que pueden derivar de los fallos de un sistema de control es extremadamente alto, es posible incluso que haya riesgo de herir a personas. El hardware del sistema SCADA es generalmente lo suficientemente robusto para resistir condiciones de temperatura, humedad, vibración y voltajes extremos pero en estas instalaciones es común aumentar la fiabilidad mediante hardware redundante y varios canales de comunicación. Una parte que falla puede ser fácilmente identificada y su funcionalidad puede ser automáticamente desarrollada por un hardware de backup. Una parte que falle puede ser reemplazada sin interrumpir el proceso. La confianza en cada sistema puede ser calculado estadísticamente y este estado es el significado de tiempo medio entre fallos, el cual es una variable que acumula tiempos entre fallas. El resultado calculado significa que el tiempo medio entre fallos de sistemas de alta fiabilidad puede ser de décadas.

### Infraestructura y Métodos de Comunicación
Los sistemas SCADA tienen tradicionalmente una combinación de radios y señales directas seriales o conexiones de módem para conocer los requerimientos de comunicaciones, incluso Ethernet e IP sobre SONET (fibra óptica) es también frecuentemente usada en sitios muy grandes como ferrocarriles y estaciones de energía eléctrica. Es más, los métodos de conexión entre sistemas puede incluso que sea a través de comunicación wireless (por ejemplo si queremos enviar la señal a una PDA, a un teléfono móvil) y así no tener que emplear cables.
Para que la instalación de un SCADA sea perfectamente aprovechada, debe de cumplir varios objetivos:
1. Deben ser sistemas de arquitectura abierta (capaces de adaptarse según las necesidades de la empresa).
2. Deben comunicarse con facilidad al usuario con el equipo de planta y resto de la empresa (redes locales y de gestión).
3. Deben ser programas sencillos de instalar, sin excesivas exigencias de hardware. También tienen que ser de utilización fácil.

## Aplicaciones SCADA
Para desarrollar un sistema SCADA es necesario un IDE en el cual diseñar, entre otras cosas:
- el aspecto que va a tener el SCADA
- las funciones y eventos que debe ejecutar cuando se interactúa con su interfaz HMI
- las operaciones y cálculos que debe realizar con los datos adquiridos

También funciona con los controladores lógicos establecidos por National Instrument tales como LABVIEW y MULTISIM PROTEUS entre otros incluso se establece conexión con microcontroladores tales como el ARDUINO, haciendo a SCADA una herramienta bastante útil para los sistemas de control automatizado.
Así pues, una de las soluciones en el control SCADA es utilizar la aplicación creada junto con un programa para monitorizar, controlar y automatizar señales analógicas y digitales, capturadas a través de tarjetas de adquisición de datos. Uno de los programas más utilizados para este fin es el LabView (National Instruments).
- pvBrowser - Aplicación GPL para monitorización SCADA con interfaz web.
- FreeSCADA - Aplicación Open source para proyectos SCADA
- Likindoy Profesional free GPL Scada system - Centrologic
- SCADA - Yokogawa FAST/TOOLS SCADA
- Acimut Scada Monitoriza - Creación de proyectos SCADA funcionales mediante "pinchar y arrastrar"
- Scada Argos - Proyecto de SCADA para Linux
- Scada Factory Talk View SE - FactoryTalk View SE de Rockwell Automation.
- AppVision de Prysm Software - Plataforma basada en .NET con un entorno de desarrollo avanzado.

## Ejemplo práctico de un sistema SCADA para principiantes en el tema
Un SCADA sirve para supervisar y su principal objetivo es medir con la finalidad de corregir.
Tenemos un proceso químico, que puede ser desde una fábrica de gelatina, a una de antibióticos, que queremos supervisar.
Lo que pondremos en la planta de producción serán PLCs, HMIs, etc, lo que se denomina Nivel I, ó nivel básico de automatización. Los datos obtenidos por estos hardwares industriales son transportados a través de un bus o varios buses a un servidor (server), que es el supervisor, el que controla, mediante el mencionado SCADA. Este envío de datos se puede hacer a través de ethernet, por ejemplo. 
El servidor, a su tiempo, manda los datos a una base de datos con la finalidad de almacenar la información (para trabajar con ella, crear históricos de errores o alarmas). Esta base de datos puede estar integrada dentro del disco duro del propio servidor.
También es posible que el servidor mande la información a otro PC, PDA, Telf, Internet, es decir, transmita la información a otros sistemas operativos, en los cuales los clientes, accionistas, jefes, supervisores, pueden acceder a la información.
La información en tránsito puede concentrarse en Unidades Terminales Remotas, y viaja en el espacio mediante conmunicación satelital que es procesada, regularmente, por un Centro de Control y Monitoreo, y se pueden realizar movimientos operacionales con confirmaciones provenientes de los instrumentos puntuales (en sitio). En niveles superiores de SCADA, existe la cooperación con sistemas de administración como el ERP SAP, en los que se pueden registrar los datos para analizar y predecir el comportamiento de una línea de producción.